# ستانلي إم. تشيسلي
ستانلي إم. تشيسلي (بالإنجليزية: Stanley M. Chesley)‏ هو محامي أمريكي، ولد في 26 مارس 1936 في الولايات المتحدة.